# Trichominua roeweri
Trichominua roeweri is een hooiwagen uit de familie Gonyleptidae.